# Basifimbria succinea
Basifimbria succinea är en svampart som först beskrevs av Massee & E.S. Salmon, och fick sitt nu gällande namn av Seifert & W.B. Kendr. 1983. Basifimbria succinea ingår i släktet Basifimbria, ordningen kolkärnsvampar, klassen Sordariomycetes, divisionen sporsäcksvampar och riket svampar.   Inga underarter finns listade i Catalogue of Life.